# Alto do Céu (João Pessoa)
Alto do Céu é um bairro da zona norte da cidade de João Pessoa, capital do estado brasileiro da Paraíba. Próximos aos bairros Ipês, Mandacaru, Jardim 13 de Maio e dos Estados.